# Three Sisters (Oregon)
Three Sisters  jsou tři sousedící vulkanické hory, stratovulkány, v západním Oregonu, v Lane County.
Leží v centrální části Kaskádového pohoří.
Stratovulkány se rozkládají ve směru sever-jih, jednotlivé vrcholy jsou mezi sebou vzdáleny přibližně 3,5 km. Three Sisters tvoří: North Sister (3 074 m),
Middle Sister (3 062 m)
a nejvyšší South Sister (3 157 m).
Three Sisters jsou třetí, čtvrtou a pátou nejvyšší horou ve státě Oregon.
Hlavními horninami stratovulkánů jsou andezit, bazaltandezit, bazalt, dacit a v menší míře ryolit.